# Château-Salins
Château-Salins (Duits: Salzburg in Lothringen) is een gemeente in het Franse departement Moselle in de regio Grand Est. De gemeente telde 2.294 inwoners op 1 januari 2022.

## Geschiedenis
Château-Salins ligt in de streek Saulnois, die haar naam dankt aan de zoutwinning die hier plaatsvond. De zoutbron hier bevat tot 13,5% zout.
De plaats is relatief laat ontstaan. Rond 1340 liet Elisabeth van Habsburg, de weduwe van hertog Ferry IV van Lotharingen, hier het kasteel Chastelsalin bouwen om de zoutwinning te controleren. Als tegenzet liet Adhémar de Monteil, bisschop van Metz, vlakbij het kasteel Beaurepaire bouwen. In 1342 kwam het tot een openlijke oorlog tussen Elisabeths zoon Rudolf van Lotharingen en de bisschop. Pas in 1348 kwam het tot een definitieve vrede. Het vernielde kasteel werd heropgebouwd.
De plaats en de streek hadden veel te lijden onder de Dertigjarige Oorlog. In november 1635 vestigde de Franse luitenant-generaal Louis de Nogaret de La Valette het hoofdkwartier van zijn leger in Château-Salins. Het kwam vervolgens tot gevechten in Saulnois met de keizerlijke troepen van Matthias Gallas. De oorlog bracht epidemieën en hongersnood met zich mee. 
Dankzij het zout nam het belang van de plaats toe. In Château-Salins zetelde een baljuw en later een provoost. In 1715 werd Château-Salins een zelfstandige parochie. Op het hoogtepunt werd er tot 9.000 ton per jaar gewonnen, maar in 1826 werd de zoutwinning hier gestaakt.
Na de Franse Revolutie was Château-Salins een onderprefectuur van het departement Meurthe geworden. In de negentiende eeuw was Château-Salins niet enkel een administratief centrum, er was ook industrie met leerlooierijen en productie van glas, faience, plaaster en doeken uit hennep. Ook de na creatie van het departement Moselle bleef Château-Salins een onderprefectuur. Na de Frans-Duitse Oorlog kwam de gemeente net als de rest van Moselle bij het Duitse Keizerrijk. In het zuiden van de gemeente kwam er in 1894 een fabriek die zout verwerkte. Deze fabriek werd in 1900 gekocht door Solvay en sloot in 1940.
Tot 22 maart 2015 was het de hoofdplaats van het kanton Château-Salins. Op die dag werden de kantons in het arrondissement Château-Salins samengevoegd en werd de gemeente onderdeel van het kanton Le Saulnois. En in 2016 werd het arrondissement Sarrebourg-Château-Salins opgericht en verhuisden de administratieve en gerechtelijke diensten naar Sarrebourg. Er bleef wel een Maison de l'État als administratieve antenne.

## Geografie
De oppervlakte van Château-Salins bedraagt 10,76 vierkante kilometer; Op 1 januari 2022 was de bevolkingsdichtheid 213,2 inwoners per km².
De Petite Seille, een zijrivier van de Seille, stroomt door de gemeente. De Ruisseau Salée, de beek die ontspringt in de zoutbron bij het dorp Coutures, stroomt ook door de gemeente. Deze is overdekt in het centrum van Château-Salins en mondt uit in de Petite Seille.

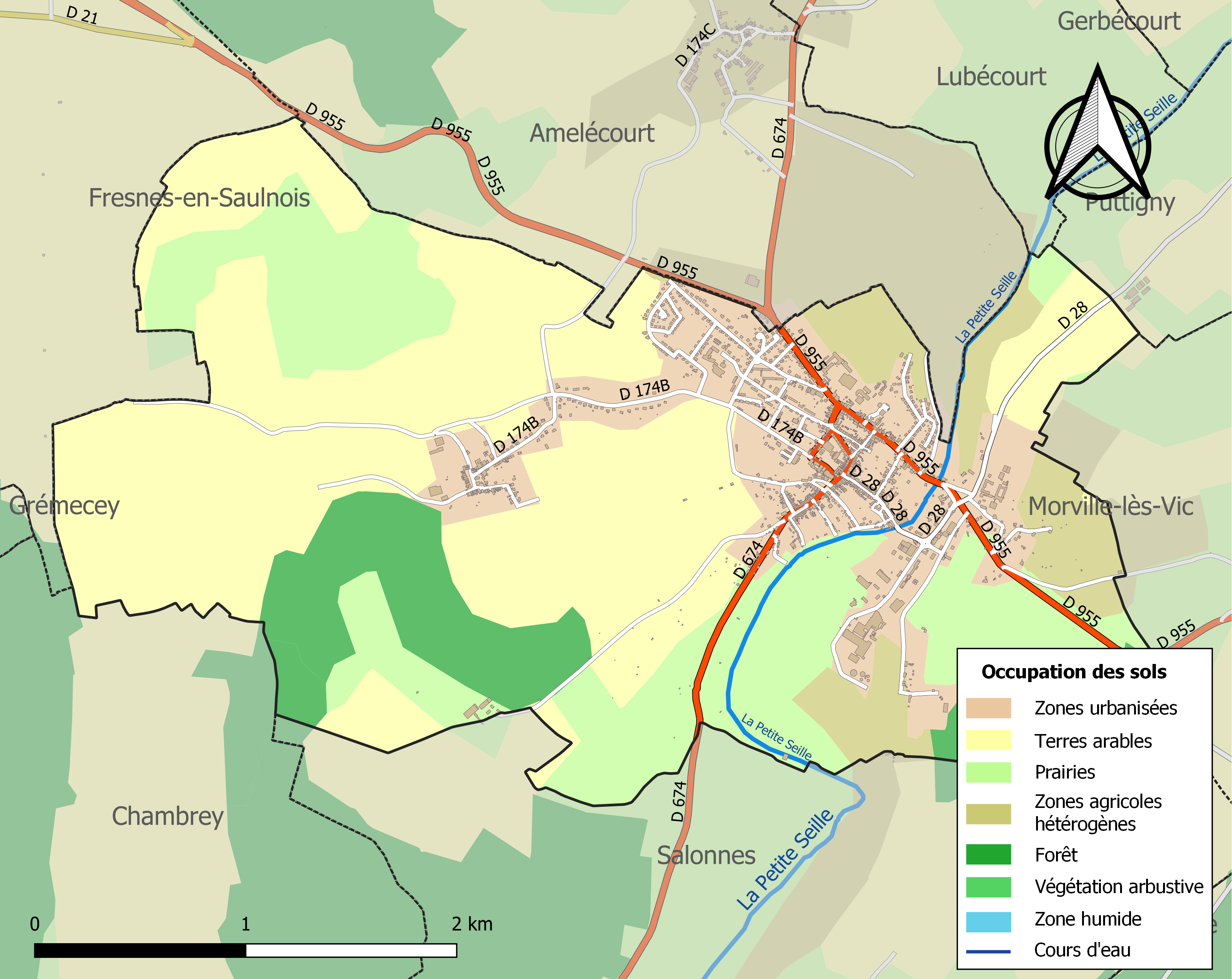
Kaart van de gemeente met de belangrijkste infrastructuur, bodemgebruik en omliggende gemeenten

## Demografie
Onderstaande figuur toont het verloop van het inwonertal.
Aboncourt-sur-Seille · Achain · Ajoncourt · Alaincourt-la-Côte · Albestroff · Amelécourt · Attilloncourt · Aulnois-sur-Seille · Bacourt · Bassing · Baudrecourt · Bellange · Bénestroff · Bermering · Bezange-la-Petite · Bidestroff · Bioncourt · Blanche-Église · Bourdonnay · Bourgaltroff · Bréhain · Burlioncourt · Chambrey · Château-Bréhain · Château-Salins · Château-Voué · Chenois · Chicourt · Conthil · Craincourt · Cutting · Dalhain · Delme · Dieuze · Domnom-lès-Dieuze · Donjeux · Donnelay · Fonteny · Fossieux · Foville · Francaltroff · Frémery · Fresnes-en-Saulnois · Gelucourt · Gerbécourt · Givrycourt · Grémecey · Guébestroff · Guéblange-lès-Dieuze · Guébling · Guinzeling · Haboudange · Hampont · Hannocourt · Haraucourt-sur-Seille · Honskirch · Insming · Insviller · Jallaucourt · Juvelize · Juville · Lagarde · Laneuveville-en-Saulnois · Lemoncourt · Léning · Lesse · Ley · Lezey · Lhor · Lidrezing · Lindre-Basse · Lindre-Haute · Liocourt · Lostroff · Loudrefing · Lubécourt · Lucy · Maizières-lès-Vic · Malaucourt-sur-Seille · Manhoué · Marimont-lès-Bénestroff · Marsal · Marthille · Molring · Moncheux · Moncourt · Montdidier · Morville-lès-Vic · Morville-sur-Nied · Moyenvic · Mulcey · Munster · Nébing · Neufvillage · Obreck · Ommeray · Oriocourt · Oron · Pettoncourt · Pévange · Prévocourt · Puttigny · Puzieux · Réning · Riche · Rodalbe · Rorbach-lès-Dieuze · Sailly-Achâtel · Saint-Epvre · Saint-Jure · Saint-Médard · Secourt · Salonnes · Sotzeling · Tarquimpol · Tincry · Torcheville · Vahl-lès-Bénestroff · Val-de-Bride · Vannecourt · Vaxy · Vergaville · Vibersviller · Vic-sur-Seille · Vigny · Villers-sur-Nied · Virming · Vittersbourg · Viviers · Vulmont · Wuisse · Xanrey · Xocourt · Zarbeling · Zommange